# Antekosta
Antekosta (łac. antecosta, l. mn. antecostae) – element endoszkieletu stawonogów w postaci wyniesionej listewki po wewnętrznej stronie płytki grzbietowej lub brzusznej.
Antekosta odpowiada w pierwotnej segmentacji położeniu wałeczka międzysegmentalnego. Na segmentach wtórnych antekosta ma postać listewki położonej po wewnętrznej stronie tergitu lub sternitu. Po stronie zewnętrznej położeniu listewki odpowiada szew antekostalny. Wąski płatek płytki położony przed antekostą nosi nazwę akrotegitu w przypadku płytki grzbietowej i akrosternitu w przypadku płytki brzusznej.
Antekosty płytek grzbietowych służą za punkt przyczepu podłużnych mięśni grzbietowych, chociaż wtórnie część lub wszystkie z tych mięśni może się zaczepiać w miejscach przed lub za listewką. W przypadku tergitów skrzydłotułowia antekosta może być wraz z akrotergitem, a czasem też z posttergitem przyczepiona do notum poprzedzającego segmentu tworząc zatarczę.
Antekosty płytek brzusznych służą zwykle za punkt przyczepu podłużnych mięśni brzusznych. W całym ciele pareczników oraz w tułowiu owadów  występują intersternity, które komplikują układ. W tułowiu owadów właściwe antekosty nie występują, a mięśnie zaczepiają się na spinae spinasternitów.